# Altertumsgesellschaft Prussia
Die Altertumsgesellschaft Prussia war bis 1945 der älteste Geschichtsverein Ostpreußens. 1972 wurde der Verein in Königsbergs Patenstadt Duisburg als Prussia, Gesellschaft für Heimatkunde Ost- und Westpreußens e. V. neu gegründet.

## Geschichte

### Bis 1945
Der Verein „Alterthumsgesellschaft Prussia“ wurde 1844 anlässlich der 300-Jahr-Feier der Albertus-Universität unter maßgeblicher Initiative von Ernst August Hagen, erster Professor für Kunstgeschichte und Ästhetik in Preußen, gegründet und bestand bis 1945. Hagen war auch erster Vorsitzender und forschte und sammelte über Jahrzehnte bezüglich Fundstücke und Geschichte der Prussen. Er wollte die Spuren der Prussen und ihrer Vorgänger sichern. Die früh- und vorgeschichtliche Archäologie stand mehr als vier Jahrzehnte im Vordergrund. Die Ausgrabungsfunde wurde im Prussia-Museum in Königsberg aufbewahrt. Ab 1888 rückten die Geschichte des Ordensstaats und die Erforschung der neueren Zeit in den Vordergrund. Westpreußen wurde mitbetreut.
Die Forschungsergebnisse wurden in den Jahresberichten des Vereins und des Museums veröffentlicht sowie in der Zeitschrift Prussia, die von 1874 bis 1943 mit wechselnden Untertiteln erschien:
- 1874–1901: Prussia. Sitzungsberichte der Alterthumsgesellschaft Prussia
- 1902–1924: Prussia. Sitzungsberichte der Altertumsgesellschaft Prussia
- 1926–1927: Prussia. Zeitschrift der Altertumsgesellschaft Prussia
- 1928–1938: Prussia. Zeitschrift für Heimatkunde und Heimatschutz
- 1939–1943: Prussia. Zeitschrift für Heimatkunde

### Wiederbegründung 1972
Ein Kreis von acht Ostpreußen um Erich Grimoni gründete 1972 die Gesellschaft unter dem Namen Prussia, Gesellschaft für Heimatkunde Ost- und Westpreußens e. V. (Eigenschreibweise: PRUSSIA) neu. Dabei ging es ihnen primär darum, auch weiterhin „die kulturellen Leistungen Altpreußens der Öffentlichkeit sichtbar zu machen“, dazu verstreutes Kulturgut aufzuspüren und zu sammeln sowie wissenschaftliche Arbeiten zu fördern. In Vortragsveranstaltungen, in Ausstellungen, im Aufbau einer Bibliothek und durch Publikation einer Schriftenreihe hat die neue Prussia seitdem in diesem Sinne national und international gewirkt und ist ein anerkannter Ansprechpartner. Ferner arbeitet sie mit Personen und Institutionen aus anderen Staaten zusammen, welche sich der deutschen Vergangenheit der Region bewusst sind und sich für die Erhaltung der davon zeugenden Kulturgüter einsetzen.
Das bedeutet auch, die Gesamteinbettung Altpreußens sowie Ost- und Westpreußens im historischen Kontext bis zur Gegenwart anhand von verfügbaren Materialien der Sammlung und Bibliothek Prussia im In- und Ausland darzustellen. In diesem Sinne sieht sich der Verein als zentrale Stelle, die Wissen über die noch vorhandenen Kulturerzeugnisse Altpreußens mit dem Ziel vermittelt, die kulturellen Leistungen des deutschen Ostens im Bewusstsein der nachwachsenden Generationen wach zu halten.
Seit dem 5. Juli 2025 führt Heino Neumayer die Gesellschaft. Er löste Hans-Jörg Froese ab.
Die Mitgliederversammlung beschloss am 24. März 2012 Satzungsänderungen, dadurch wurde der Name des Vereins in „PRUSSIA, Gesellschaft für Geschichte und Landeskunde Ost- und Westpreußens e. V.“ geändert. Der Verein konkretisierte seine Aufgabe in die Vermittlung, Sichtbarmachung und Pflege der kulturellen Leistungen Altpreußens als Bestandteil der Kultur Deutschlands und Europas sowie auf die Förderung der Befassung mit der Geschichte und Landeskunde Altpreußens. Der europäische Gedanke wurde dabei erstmals aufgenommen.
Die Mitgliederversammlung beschloss am 30. April 2022 Satzungsänderungen, u. a. wurde der Name durch Aufnahme „Archäologie“ ergänzt und das Aufgabenfeld stärker herausgestellt. „PRUSSIA, Gesellschaft für Geschichte, Archäologie und Landeskunde Ost- und Westpreußens e.V.“. Zugleich wurde der Leiter des Berliner Museums für Vor- und Frühgeschichte als geborenes Vorstandsmitglied aufgenommen und die Unterstützung von Projekten, Seminaren, Exkursionen des Museums für Vor- und Frühgeschichte - Staatliche Museen Berlin sowie der Kommission zur Erforschung von Sammlungen archäologischer Funde und Unterlagen aus dem nordöstlichen Mitteleuropa (KAFU) in der Satzung verankert.
Der Sitz der Gesellschaft ist Duisburg, dieser soll perspektivisch nach Berlin verlagert werden.

## Mitglieder

### Alte Prussia - Ehrenmitglieder
- Karl Erich Andrée (1880–1959)
- August Johann Gottfried Bielenstein (1826–1907)
- Hans Seger (1864–1943)
- Karl Stadie (1847–1924)

### Alte Prussia - bekannte Vorsitzende und Mitglieder
- Kuno von Auer (1818–1895), Generalmajor, Obervorsteher Königshalle
- Otto Barkowski (1890–1945)
- Adalbert Bezzenberger (1851–1922), Sprachwissenschaftler, Vorsitzender bis 1916
- Georg Bujack (1835–1891), 1869 Kustos, 1872 Vorsitzender
- Wilhelm Gaerte (1890–1958)
- Ernst August Hagen (1797–1880), Gründer und erster Vorsitzender
- Johannes Heydeck (1835–1910)
- Emil Hollack (1860–1924), Lehrer, vorgeschichtliche Übersichtskarte von Ostpreußen
- Heinrich Kemke (1864–1941), Bibliothekar, Prähistoriker und Kustos am Prussia-Museum
- Eduard Loch (1868–1945), Philologe
- Friedrich Adolf Meckelburg (1809–1881), Mitbegründer, Direktor des Staatsarchivs
- Felix Ernst Peiser (1862–1921), Assyriologe, Vorsitzender 1916–1921
- Paul Stettiner (1862–1941), Historiker, Altphilologe und Kulturpolitiker
- Max Toeppen (1822–1893)

### Neue Prussia
- Ulrich Albinus (1909–1988), Präsident 1972–1982
- Günter Brilla (1927–2013), Präsident 1988–2010, Ehrenpräsident ab 2010
- Erich Grimoni (1908–1974), einer der Neugründer
- Günther Meinhardt (1925–1999), Historiker, Numismatiker, Präsident
- Hans-Jörg Froese (1957), Präsident 2010–2025, Ehrenpräsident ab 2025
- Heino Neumayer (1960), Präsident ab 2025